# 33799 Myra
33799 Myra è un asteroide della fascia principale. Scoperto nel 1999, presenta un'orbita caratterizzata da un semiasse maggiore pari a 2,6302166 UA e da un'eccentricità di 0,2332271, inclinata di 7,19968° rispetto all'eclittica.